# Хакупу
Хакупу (англ. Hakupu) — деревня, расположенная в южной части острова Ниуэ (владение Новой Зеландии) на юге Тихого океана. Является административным центром одноимённого округа.

## Географическая характеристика
Деревня Хакупу расположена, примерно, в 11 км юго-восточнее столицы Ниуэ. Ближайший населённый пункт — деревня Ваиеа, находится в 4 км западнее.
Высота центра деревни над уровнем моря равна 53 м.

## Население
Население, согласно данным переписи населения 2011 года, составляет 129 человек.
| Динамика изменения численности населения Хакупу | Динамика изменения численности населения Хакупу | Динамика изменения численности населения Хакупу | Динамика изменения численности населения Хакупу | Динамика изменения численности населения Хакупу | Динамика изменения численности населения Хакупу |
| Год                                             | 1986                                            | 1997                                            | 2001                                            | 2006                                            | 2011                                            |
| ----------------------------------------------- | ----------------------------------------------- | ----------------------------------------------- | ----------------------------------------------- | ----------------------------------------------- | ----------------------------------------------- |
| жителей                                         | 244                                             | 258                                             | 227                                             | 162                                             | 129                                             |

## Достопримечательности
На территории деревни расположен стадион Вилладж Парк.